# Royal Rumble (1990)
Royal Rumble 1990 fue la tercera edición del Royal Rumble, un evento pago por visión de lucha libre profesional de la World Wrestling Federation. Tuvo lugar el 21 de enero de 1990 desde el Orlando Arena en Orlando, Florida. 

## Resultados
- Dark match: Paul Roma derrotó a The Brooklyn Bawler.
  - Roma cubrió a Brooklyn Brawler.
- The Bushwhackers (Butch Miller & Luke Williams) derrotaron a The Fabulous Rougeaus (Jacques & Raymond) (con Jimmy Hart) (13:35).
  - Butch cubrió a Jacques después de un "Battering Ram".
- Brutus Beefcake y The Genius sufrieron una doble descalificación (11:07).
  - Beefcake estaba aplicando una "Sleeper" en The Genius, cuando el árbitro Earl Hebner fue noqueado, por lo cual Breefcake le cortó el pelo a The Genius. Mr. Perfect acudió a atacar a Brutus, justo cuando Hebner se recuperó y descalificó a ambos luchadores.
- Ronnie Garvin derrotó a Greg Valentine en un I Quit Match (16:55).
  - Garvin forzó a Valentine a rendirse con una "Reverse Figure Four Leg-lock".
- Jim Duggan derrotó a The Big Boss Man (con Slick) por descalificación (10:26).
  - Boss Man fue descalificado después de golpear a Duggan con una vara de policía.
- Hulk Hogan ganó el Royal Rumble 1990 (58:46).
  - Hogan eliminó finalmente a Mr. Perfect, ganando la lucha.

## Royal Rumble entradas y eliminaciones

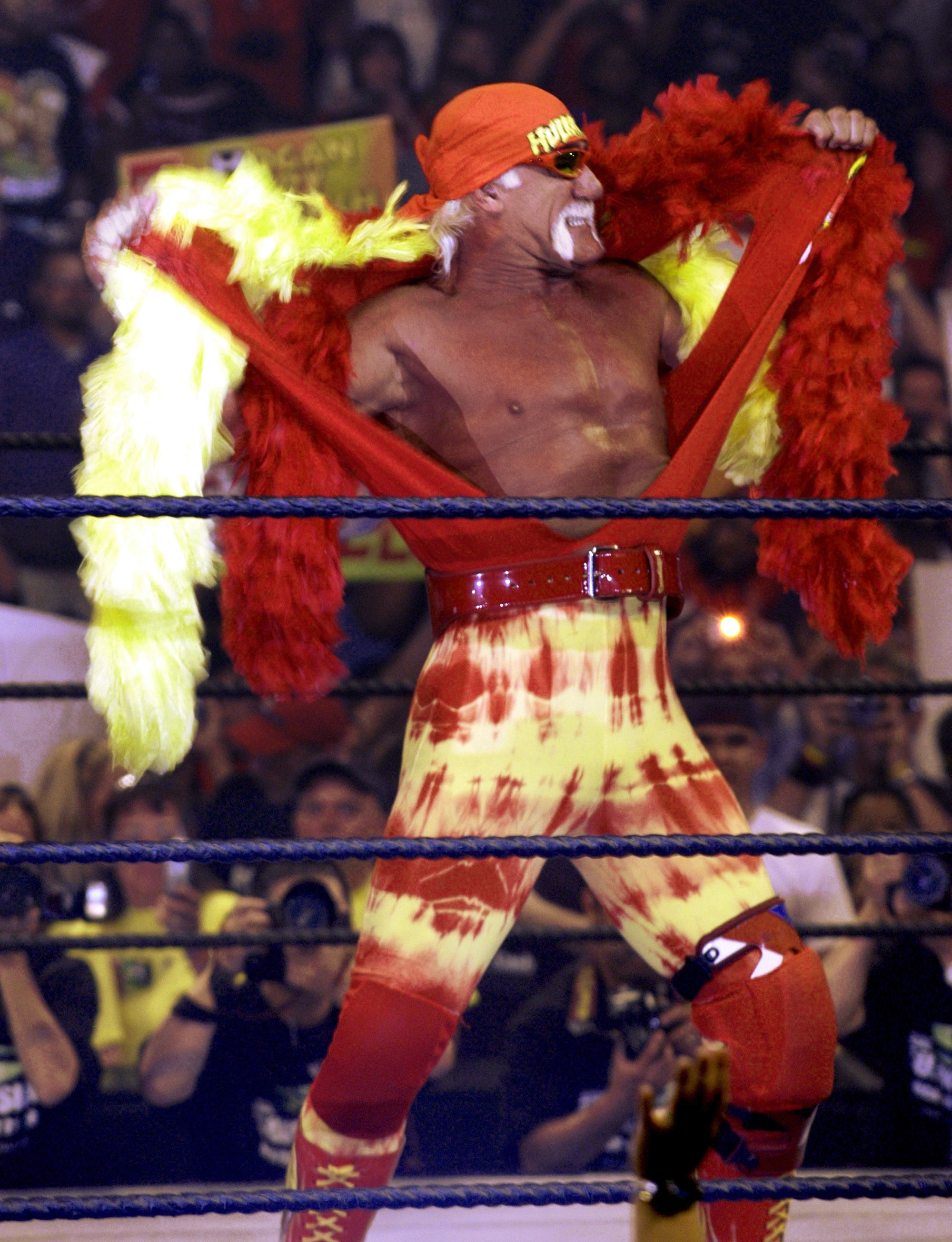
Hulk Hogan, ganador del Royal Rumble 1990.

Un nuevo luchador entraba cada 2 minutos aproximadamente:
| N.º | Entradas             | Orden | Eliminado por                                 | Tiempo |
| --- | -------------------- | ----- | --------------------------------------------- | ------ |
| 1   | Ted DiBiase          | 18    | Warrior                                       | 44:47  |
| 2   | Koko B. Ware         | 1     | DiBiase                                       | 01:36  |
| 3   | Marty Jannetty       | 2     | DiBiase                                       | 01:35  |
| 4   | Jake Roberts         | 3     | Savage                                        | 10:03  |
| 5   | Randy Savage         | 4     | Rhodes                                        | 10:10  |
| 6   | Roddy Piper          | 7     | Brown                                         | 12:20  |
| 7   | The Warlord          | 5     | Andre                                         | 08:16  |
| 8   | Bret Hart            | 9     | Rhodes                                        | 16:16  |
| 9   | Bad News Brown       | 6     | Piper                                         | 06:04  |
| 10  | Dusty Rhodes         | 12    | Earthquake                                    | 18:18  |
| 11  | André the Giant      | 10    | Ax y Smash                                    | 10:16  |
| 12  | The Red Rooster      | 8     | Andre                                         | 01:58  |
| 13  | Ax                   | 13    | Earthquake                                    | 12:50  |
| 14  | Haku                 | 20    | Hogan                                         | 22:31  |
| 15  | Smash                | 16    | Haku                                          | 15:01  |
| 16  | Akeem Recio          | 11    | Snuka                                         | 02:31  |
| 17  | Jimmy Snuka          | 19    | Hogan                                         | 17:03  |
| 18  | Dino Bravo           | 15    | Warrior                                       | 06:13  |
| 19  | Earthquake           | 14    | Snuka, Bravo, Smash, Haku, DiBiase y Neidhart | 02:31  |
| 20  | Jim Neidhart         | 17    | DiBiase, Warrior y Martel                     | 08:42  |
| 21  | The Ultimate Warrior | 25    | Hogan, Barbarian y Rude                       | 14:29  |
| 22  | Rick Martel          | 24    | Warrior                                       | 08:14  |
| 23  | Tito Santana         | 21    | Warrior y Martel                              | 05:09  |
| 24  | The Honky Tonk Man   | 22    | Hogan                                         | 04:01  |
| 25  | Hulk Hogan           | -     | Ganador                                       | 12:49  |
| 26  | Shawn Michaels       | 23    | Warrior                                       | 00:12  |
| 27  | The Barbarian        | 26    | Hercules                                      | 05:47  |
| 28  | Rick Rude            | 28    | Perfect                                       | 06:29  |
| 29  | Hercules             | 27    | Rude                                          | 03:02  |
| 30  | Mr. Perfect          | 29    | Hogan                                         | 03:32  |

- Ted DiBiase estableció un nuevo récord de longevidad al durar 44:47*

## Otros roles
| Comentaristas - Tony Schiavone - Jesse "The Body" Ventura Árbitros - Danny Davis - Earl Hebner - Joey Marella - Shane Stevens | Entrevistadores - Sean Mooney - Gene Okerlund Otros - Howard Finkel - presentador - Tony Garea - organizador - Pat Patterson - organizador |